# Batrachosuchus
Genre
Espèces de rang inférieur
- † Batrachosuchus browni (espèce type) Broom, 1903
- † Batrachosuchus concordi Chernin, 1977
- † Batrachosuchus henwoodi Cosgriff, 1969

Batrachosuchus est un genre éteint d'amphibiens temnospondyles du Trias d'Afrique du Sud. Son nom signifie « grenouille-crocodile ».